# Медаль Литературы и искусств (Швеция)
Медаль Литературы и искусств (лат. Litteris et Artibus) — государственная награда Королевства Швеция.

## История
Приблизительно в 1852-1853 годах шведский кронпринц Карл (позднее – король Карл XV), вдохновлённый ранее учреждённой датской медалью «Ingenio et Arti» (учреждена в 1841 году), принял решение об учреждении шведской медали «Litteris et Artibus» с целью вознаграждения подданных за выдающиеся творческие заслуги на музыкальном, театральном или литературном поприщах.
Медаль «Litteris et Artibus» присуждается два раза в год: 28 января и 6 июня.
Постноминальное обозначение GMleta (ранее LetA).

## Описание

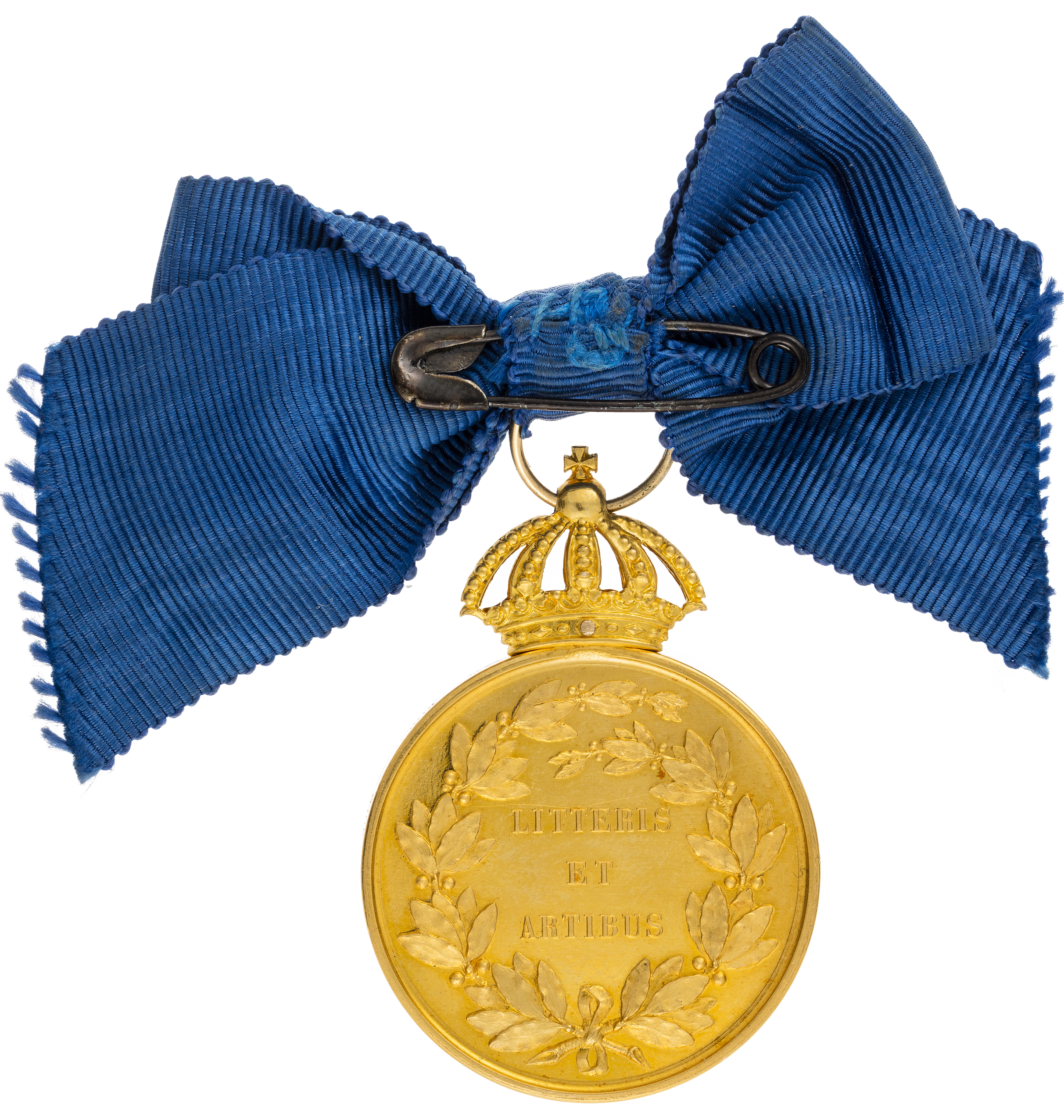
Реверс медали

Медаль выполнена из позолоченного серебра 8-го размера (31 мм в диаметре). Имеет вид правильной окружности с бортиком и коронована шведской королевской короной с кольцом, при помощи которого крепится к ленте.
Аверс медали несёт на себе погрудное профильное изображение правящего монарха с королевской легендой по окружности.
На реверсе венок из двух оливковых ветвей, перевитый внизу лентой. В центре надпись в три строки: «Litteris / et / Artibus».
Медаль обычно вручается на шёлковой муаровой ленте синего цвета, однако известны случаи вручения на ленте цветов ордена Серафимов (голубой).
Женский вариант награды на ленте, свёрнутой бантом.